# Flikken (televisieserie)
Flikken was een Vlaamse politieserie die van 1999 tot 2009 door de VRT werd geproduceerd en uitgezonden. De serie werd ook deels uitgezonden door de TROS.

## Serie
De serie werd gecreëerd door scenarioschrijver Pierre De Clercq en Eyeworks producent Erwin Provoost en was een coproductie van het productiehuis MMG, de VRT en de TROS (seizoen 5 en 6).
De serie Flikken heeft de Vlaamse stad Gent als achtergronddecor. Het lokale politieteam staat centraal in de serie en niet een of twee hoofdpersonages. De makers hadden bij aanvang van de serie zoveel vertrouwen in de serie, dat de opnames voor de tweede reeks in 1998 al begonnen waren, voordat de eerste aflevering uitgezonden was. In de eerste reeks was er geen doorlopend verhaal tussen de verschillende afleveringen, dit volgde pas in de latere reeksen. Zo gingen de flikken, bijgestaan door de Nederlandse rechercheur Robert Nieuwman (Boudewijn de Groot), in 2004 op zoek naar de seriemoordenaar Luc Feiremans.
In april 2007 maakte de Vlaamse omroep VRT bekend dat het tiende seizoen van Flikken het laatste zou zijn. De financiën speelden hierbij een rol. De serie kostte veel geld, terwijl de VRT veel andere fictiereeksen op de rol had staan. Het slotseizoen, dat overigens maar tien afleveringen heeft in plaats van de gebruikelijke dertien, werd van 15 februari tot 19 april 2009 uitgezonden op één.
Om Flikken een waardige afsluiter te geven werd er op zaterdag 18 april 2009 in Gent een Flikkenparty georganiseerd. Op het einde van de dag kon in Kinepolis Gent de laatste Flikken-aflevering in avant-première bekeken worden.
Sinds september 2007 zendt de TROS een Nederlandse spin-off van Flikken uit, Flikken Maastricht. Sinds die tijd wordt de Vlaamse originele serie in Nederland uitgezonden onder de naam Flikken Gent. In januari 2016 gaf de AVROTROS Flikken Maastricht een eigen spin-off, namelijk Flikken Rotterdam.
Tussen 18 januari 2022 en 29 augustus 2022 werd de volledige reeks herhaald op Eén.

## Afleveringen
De serie heeft zich over de loop van jaren in de verhaallijnen sterk veranderd en ontwikkeld. Een aflevering duurde gemiddeld vijftig minuten. De afleveringen uit serie één waren op zichzelf losstaande verhalen. Door de jaren heen werd de verhaallijn over steeds meer afleveringen verdeeld. De gevolgen hiervan waren al vanaf serie vier te zien. Hierin werd een verhaallijn over een netwerk van illegale mensenhandel, geleid door het personage Roman Dashi, over de hele serie gespreid. In veel opzichten was seizoen vier een breuk met het korte verleden van de serie. In seizoen 5 was de grootste verhaallijn het onderzoek naar de overval en carjacking op een tuincentrum, de inbraak op een bouwhandel en de moord op hoofdinspecteur Sofie Beeckman. Niet alleen veranderden de acteurs sterk, ook de verhalen werden langer. De ontwikkeling wat betreft de verhaallijn zette zich voort. De beste voorbeelden van verhaallijnen over een heel seizoen waren te zien in serie zes met de seriemoordenaar Luc Feiremans en in serie acht over het prostitutienetwerk van de Barracuda. Al waren er in seizoen 6 buiten de verhaallijn Luc Feiremans, nog andere verhalen die zich in de serie afspeelden. In seizoen 8 bezette de Barracudaverhaallijn het gehele seizoen. Vanaf dit seizoen werden de zaken ook meer en meer volledig als rechercheteam behandeld in plaats van enkel in duo's zoals voor seizoen 8 meestal het geval was.
Daarna deed in serie negen een nieuwe ontwikkeling haar intrede. Alle afleveringen werden dubbelafleveringen. De verhaallijn werd in twee keer vijftig minuten afgewerkt tot een gesloten verhaal. De dubbelafleveringen kwamen eerder ook al voor in de tweede serie. Afleveringen 22 (Land van belofte) en 23 (Gentse Feesten) zijn een tweeluik. In titel nog niet, maar de zaak waaraan Britt werkt en waarbij Dorien ontvoerd wordt, wordt duidelijk binnen deze twee afleveringen afgehandeld. Daarnaast werd aflevering 22 beëindigd met de mededelingen ‘wordt vervolgd’. De laatste twee afleveringen van serie vijf waren de eerste dubbelaflevering die ook in titel gelijk waren ('Aan de waterkant').
Naast het verlengen van de verhaallijn veranderde er meer aan de serie. Zo was in serie één in elke aflevering een komische situatie verwerkt. Naarmate de serie zich ontwikkelde is deze komische noot steeds verder naar de achtergrond verdwenen en kwam de nadruk steeds meer te liggen op het dramagehalte.
Door deze sterke ontwikkelingen in de serie zijn reeks één en tien maar in weinig opzichten met elkaar te vergelijken. Ondanks de veranderingen is de serie gedurende de tien jaren van haar productie ook gelijk gebleven. Zo waren er vaste personages die verdwenen en weer terugkeerden. Er werd onveranderd veel aandacht besteed aan de muziek in de serie.
In Nederland werd de serie niet aaneengesloten uitgezonden door de TROS. In Nederland is het 10de, tevens laatste, seizoen uitgezonden vanaf september 2011.
Sinds 15 mei 2017 werd de serie uitgezonden door RTL Crime in Nederland.
In 2018-2019 werd de serie heruitgezonden.
In 2023 werd de serie heruitgezonden op ÉÉN.

## Muziek
De muziek die in de televisieserie te horen was is op meerdere cd's uitgebracht. In totaal zijn er vier albums uitgebracht en een aantal singles. Albums een tot en met drie horen bij de eerste drie seizoenen. Het laatste album is een verzamelalbum. De albums zijn alle vier uitgebracht in de periode dat Fonny De Wulf de muziek voor Flikken componeerde. Een aantal nummers zijn ook ingezongen door acteurs die in de serie meespeelden. Onder andere Andrea Croonenberghs en Mark Tijsmans hebben dit gedaan.

## Rolverdeling

### Hoofdpersonages
In de eerste drie seizoenen blijven de acteurs van Flikken ongewijzigd met uitzondering van de rol van commissaris. De rol van commissaris wisselt, totdat in seizoen vijf het personage van John Nauwelaerts op het toneel verschijnt. Het personage vertolkt door Jo De Meyere is geen origineel Flikken-personage maar komt uit de televisieserie Heterdaad waar de rol eveneens door De Meyere werd gespeeld.
Vanaf seizoen vier zijn er meerdere rolwisselingen geweest tot in serie acht weer een vaste bezetting ontstaat tot het einde van de serie in seizoen tien. Alleen de acteurs Mark Tijsmans en Ludo Hellinx hebben in alle tien seizoenen hun hoofdrol van Wilfried Pasmans en Raymond Jacobs vertolkt. Alle hoofdpersonages hebben meerdere seizoenen gespeeld met uitzondering van twee personages gespeeld door Hubert Damen en Boudewijn de Groot. Wim Danckaert en Rebecca Huys zijn de enige twee acteurs in Flikken die eerst een bijrol speelden en daarna hetzelfde personage als hoofdrol vertolkten, respectievelijk Kris Geysen en Merel Vanneste. Het is meermaals gebeurd dat een acteur eerst een hoofdpersonage vertolkte en later nogmaals als hetzelfde personage een bijrol speelde. Voorbeelden van hoofdpersonages die als bijrol terugkeerden waren Britt Michiels, Ben Vanneste, Nadine Vanbruane en Tony Dierickx. Maarten Bosmans, Pascale Michiels en Ianka Fleerackers hebben alle drie eerst een kleine gastrol gespeeld als een ander personage dan hun hoofdrol.
| Acteur               | Personage        | Seizoen | Seizoen | Seizoen | Seizoen | Seizoen         | Seizoen | Seizoen         | Seizoen | Seizoen | Seizoen |
| Acteur               | Personage        | 1       | 2       | 3       | 4       | 5               | 6       | 7               | 8       | 9       | 10      |
| -------------------- | ---------------- | ------- | ------- | ------- | ------- | --------------- | ------- | --------------- | ------- | ------- | ------- |
| Ludo Hellinx         | Raymond Jacobs   | 13 afl. | 13 afl. | 13 afl. | 13 afl. | 13 afl.         | 13 afl. | 13 afl.         | 13 afl. | 13 afl. | 10 afl. |
| Mark Tijsmans        | Wilfried Pasmans | 13 afl. | 13 afl. | 13 afl. | 13 afl. | 13 afl.         | 13 afl. | 13 afl.         | 13 afl. | 13 afl. | 10 afl. |
| Andrea Croonenberghs | Britt Michiels   | 13 afl. | 13 afl. | 13 afl. | 13 afl. | 13 afl.         | 13 afl. | 5 afl.          |         |         | 1 afl.  |
| Axel Daeseleire      | Ben Vanneste     | 13 afl. | 13 afl. | 13 afl. | 4 afl.  | 1 afl.          |         |                 |         |         |         |
| Joke Devynck         | Tony Dierickx    | 13 afl. | 13 afl. | 13 afl. | 1 afl.  |                 |         |                 |         |         |         |
| Cahit Ölmez          | Selattin Ateş    | 13 afl. | 13 afl. | 13 afl. |         |                 |         |                 |         |         |         |
| Hubert Damen         | Daniël Deprez    | 13 afl. |         |         |         |                 |         |                 |         |         |         |
| Wim Danckaert        | Kris Geysen      | 8 afl.  | 13 afl. | 3 afl.  |         |                 | 1 afl.  |                 | 5 afl.  |         |         |
| Katelijne Verbeke    | Nadine Vanbruane |         |         | 11 afl. | 12 afl. | 1 afl.          |         |                 | 2 afl.  | 2 afl.  |         |
| Maarten Bosmans      | Bruno Soetaert   |         |         | Gerrit  | 13 afl. | 13 afl.         | 13 afl. | 13 afl.         | 10 afl. | 2 afl.  |         |
| Werner De Smedt      | Nick Debbaut     |         |         |         | 10 afl. | 13 afl.         | 13 afl. | 13 afl.         |         |         |         |
| Ann Ceurvels         | Sofie Beeckman   |         |         |         | 9 afl.  | 5 afl.          |         |                 |         |         |         |
| Jo De Meyere         | John Nauwelaerts |         |         |         |         | 13 afl.         | 13 afl. | 13 afl.         | 13 afl. | 13 afl. | 10 afl. |
| Rebecca Huys         | Merel Vanneste   | 6 afl.  | 10 afl. | 6 afl.  | 12 afl. | 13 afl.         | 13 afl. | 13 afl.         | 3 afl.  |         |         |
| Tine Van den Brande  | Lieselot Winter  |         |         |         |         |                 | 10 afl. | 8 afl.          | 1 afl.  |         |         |
| Boudewijn de Groot   | Robert Nieuwman  |         |         |         |         |                 | 9 afl.  |                 |         |         |         |
| Tania Kloek          | Tina Demeester   |         |         |         |         |                 |         | 13 afl.         | 3 afl.  |         |         |
| Ianka Fleerackers    | Emma Boon        |         |         |         |         |                 |         | Nathalie Mouton | 12 afl. | 13 afl. | 10 afl. |
| Pascale Michiels     | Cat Reyniers     |         |         |         |         | Roos Diepenbeek |         |                 | 12 afl. | 13 afl. | 10 afl. |
| Roel Vanderstukken   | Michiel Dewaele  |         |         |         |         |                 |         |                 | 8 afl.  | 13 afl. | 10 afl. |

| Hoofdrol                                                |
| Gastrol met hetzelfde personage als zijn/haar hoofdrol  |
| Gastrol maar als ander personage dan zijn/haar hoofdrol |
| Geen rol                                                |

### Belangrijkste bijrollen
Van de belangrijkste bijrollen speelde alleen Kadèr Gürbüz als Mihriban Ateş in alle tien seizoenen een rol. In het begin vooral als zus van Selattin Ateş, maar na het verdwijnen van zijn rol kwam later steeds meer nadruk te liggen op haar beroep als arts. Hoewel Kadèr Gürbüz wel in alle tien seizoenen speelde had ze niet de grootste bijrol. De grootste bijrol had Veerle Malschaert. Zij werd in seizoen twee geïntroduceerd als balieagente Carla Desseyn. Haar rol groeide later steeds verder onder meer door een romance met Raymond Jacobs.
| Acteur                 | Personage             | Functie                                                  | Seizoen         | Seizoen         | Seizoen         | Seizoen         | Seizoen         | Seizoen         | Seizoen         | Seizoen         | Seizoen         | Seizoen         |
| Acteur                 | Personage             | Functie                                                  | 1               | 2               | 3               | 4               | 5               | 6               | 7               | 8               | 9               | 10              |
| ---------------------- | --------------------- | -------------------------------------------------------- | --------------- | --------------- | --------------- | --------------- | --------------- | --------------- | --------------- | --------------- | --------------- | --------------- |
| Kadèr Gürbüz           | Mihriban Ateş         | Zus van Selattin Ateş                                    | 27 afleveringen | 27 afleveringen | 27 afleveringen | 27 afleveringen | 27 afleveringen | 27 afleveringen | 27 afleveringen | 27 afleveringen | 27 afleveringen | 27 afleveringen |
| Margot de Ridder       | Dorien De Bondt       | Dochter van Britt Michiels                               | 20 afleveringen | 20 afleveringen | 20 afleveringen | 20 afleveringen | 20 afleveringen | 20 afleveringen | 20 afleveringen |                 |                 |                 |
| Hugo Van den Berghe    | Taverniers            | Huisjesmelker                                            | 7 afleveringen  | 7 afleveringen  | 7 afleveringen  | 7 afleveringen  | 7 afleveringen  | 7 afleveringen  | 7 afleveringen  |                 |                 |                 |
| Koen De Bouw           | Erik Francken         | Onderzoeksrechter                                        | 4 afl           |                 |                 |                 |                 |                 |                 |                 |                 |                 |
| Pascale Bal            | Claire Van Eeckhout   | Onderzoeksrechter                                        | 3 afl           |                 |                 |                 |                 |                 |                 |                 |                 |                 |
| Veerle Malschaert      | Carla Desseyn         | Balie-agent (seizoen 2 - 7), Inspecteur (seizoen 8 - 10) |                 | 45 afleveringen | 45 afleveringen | 45 afleveringen | 45 afleveringen | 45 afleveringen | 45 afleveringen | 45 afleveringen | 45 afleveringen | 45 afleveringen |
| Robrecht Vanden Thoren | Nico Segers           | Probleemkind waar Selattin Ateş zich over ontfermt       |                 |                 | 6 afl           |                 |                 |                 |                 |                 |                 |                 |
| Wim van der Grijn      | Sam de Groot          | Kortstondige vriend van Tony Dierickx                    |                 |                 | 6 afl           |                 |                 |                 |                 |                 |                 |                 |
| Bert Cosemans          | Johan Van Lancker     | Vriend & man van Britt Michiels                          | Patrick Livré   |                 |                 | 16 afleveringen | 16 afleveringen | 16 afleveringen | 16 afleveringen | 16 afleveringen |                 |                 |
| Rik Geuns              | Simon Van Lancker     | Zoon van Johan Van Lancker                               |                 |                 |                 | 13 afleveringen | 13 afleveringen | 13 afleveringen | 13 afleveringen |                 |                 |                 |
| Danny Timmermans       | Dominique De Leeuw    | Vriend van Wilfried Pasmans                              |                 |                 |                 |                 | 14 afleveringen | 14 afleveringen | 14 afleveringen | 14 afleveringen | 14 afleveringen | 14 afleveringen |
| Pierre Callens         | Anthony Van Reeth     | Commissaris federale politie                             |                 |                 |                 |                 | 3 afl           |                 | 5 afl           |                 |                 |                 |
| Jan Van Den Berghe     | Onderzoeksrechter     | Onderzoeksrechter                                        |                 |                 |                 |                 |                 | 11 afleveringen | 11 afleveringen | 11 afleveringen | 11 afleveringen | 11 afleveringen |
| Bart Slegers           | Tommy De Smit         | Man en ex-man van Lieselot Winter                        |                 |                 |                 |                 |                 | 9 afleveringen  | 9 afleveringen  |                 |                 |                 |
| Karin Tanghe           | Marianne Van Dijck    | Vriendin van John Nauwelaerts                            | Directrice      |                 |                 |                 |                 | Lieve Mertens   | 25 aflevering   | 25 aflevering   | 25 aflevering   | 25 aflevering   |
| Jonathan Raman         | Rik Jacobs            | Zoon van Raymond Jacobs                                  |                 |                 | [ bron? ]       |                 |                 |                 | 7 afleveringen  | 7 afleveringen  |                 |                 |
| Salan-Edin Quial       | Ismael 'Izy' El Kader | Inspecteur en werkpartner Carla Desseyn                  |                 |                 |                 |                 |                 |                 |                 | 8 afleveringen  | 8 afleveringen  | 8 afleveringen  |
| Michael De Cock        | Jan Beele             | Man van Emma Boon                                        |                 |                 |                 |                 | Olivier Cools   |                 |                 | 11 afleveringen | 11 afleveringen | 11 afleveringen |
| Mathias Sercu          | Staf Demotte          | Forensisch onderzoeker                                   | Dany De Volder  |                 |                 |                 |                 |                 |                 |                 | 19 afleveringen | 19 afleveringen |
| Isidoor Goossens       | Ken Roosen            | Kind met botkanker voor wie Carla en Raymond zorgen.     |                 |                 |                 |                 |                 |                 |                 |                 | 10 afl          |                 |

### Gastrollen
Andere bekende acteurs die een kleine gastrol speelden, waren bijvoorbeeld Willeke van Ammelrooy, Vic De Wachter, Tom Waes, Jakob Beks, Serge-Henri Valcke, Jappe Claes, Wietse Tanghe en Sien Diels.

## Kijkcijfers
De serie was zeer populair en werd dan ook zeer goed bekeken in België. Het best bekeken seizoen was seizoen acht. Het slechtst bekeken was seizoen twee met een gemiddeld aantal van 884.000 kijkers.
| Gemiddelde kijkcijfers per seizoen in België | Gemiddelde kijkcijfers per seizoen in België |
| Seizoen                                      | Kijkcijfers                                  |
| -------------------------------------------- | -------------------------------------------- |
| Seizoen 1                                    | 1.412.000                                    |
| Seizoen 2                                    | 884.000                                      |
| Seizoen 3                                    | 1.079.000                                    |
| Seizoen 4                                    | 1.072.000                                    |
| Seizoen 5                                    | 1.336.000                                    |
| Seizoen 6                                    | 1.178.000                                    |
| Seizoen 7                                    | 1.220.000                                    |
| Seizoen 8                                    | 1.517.000                                    |
| Seizoen 9                                    | 1.121.000                                    |
| Seizoen 10                                   | 1.468.000                                    |

 Lijst van afleveringen

Flikken (muziek) · Flikkendag · Flikken (spel)

Flikken Maastricht · De overloper (telefilm)